# Clément Tainmont
Clément Tainmont, né le 13 février 1986 à Valenciennes en France, est un footballeur français qui joue au poste de milieu de terrain.

## Biographie
Clément Tainmont débute au Valenciennes Football Club où il joue pendant 15 ans. Les dirigeants décident de ne pas le faire passer professionnel. En 2006, il rebondit en CFA dans un autre équipe de la région en signant à l'US Lesquin. Il y reste un an avant de signer dans un autre club de CFA à l'USL Dunkerque, y évoluant durant deux saisons. Durant la saison 2008-2009, avec son club, il affronte le Stade de Reims au huitième tour de la coupe de France. Il est alors repéré par le club rémois et, en juin 2009, signe deux ans dans le club descendu de Ligue 2 la saison précédente. 
En National, il joue une trentaine de matchs et participe à la remontée du club en Ligue 2. Le club décide néanmoins de le prêter à Amiens pour une saison puisqu'il a « besoin de temps de jeu » selon l'entraîneur Hubert Fournier,. Le club qui évolue en National remonte à l'issue de la saison et Taimont participe à 28 matchs de championnats pour 5 buts. Après avoir manifesté son désir de rester dans le club picard, il retourne finalement à Reims, où il est titulaire. Il marque 4 buts et délivre 6 passes décisives. Arrivé à Châteauroux, son bilan continue de progresser : il joue 34 matchs, marque 6 buts et délivre 6 passes décisives. En janvier 2014, il signe un contrat de deux ans et demi au Royal Charleroi Sporting Club.
Après pratiquement 4 années au Sporting de Charleroi, Clément Tainmont décide de rejoindre, le 3 janvier 2018, le KV Malines, en lutte pour le maintien en Division 1A, alors qu'il lui restait 6 mois de contrat avec le club carolo.  Le Français aura marqué 16 buts en 125 matches avec le Sporting (dont 14 buts en championnat et 2 en coupe de Belgique).   Tainmont a signé un contrat de 2 ans et demi avec le club malinois.
Lutte perdue par le club qui bascule en Division 1B, pour 1 an seulement.  En effet champion de la division et victorieux de la Coupe de Belgique de football, ils remontent en Elite. Clément marquera le but décisif pour la promotion du club. Durant sa période Malinoise, Clément joue le rôle de "joker de luxe", il est très apprécié des supporters Malinwa. Fin de la saison 2019-2020 (6ème au classement après l'arrêt du championnat pour cause COVID-19), Clément et d'autre joueurs seront libérés (surement pour raison financier après la crise de la pandémie du Coronavirus) par le club, ce qui créera une déception chez les supporters.
Après une saison blanche, Clément Tainmont signe, ce 13 juillet 2021, en faveur du Royal Excel Mouscron , qui vient de redescendre Division 1B au terme de la saison échue.  Il a été recruté pour encadrer les jeunes joueurs dans le vestiaire ainsi qu'apporter son expérience pour aider le club à remonter au plus vite en Division 1A.

## Statistiques
| Saison                | Club                  | Championnat           | Championnat | Championnat | Coupe nationale | Coupe nationale | Coupe de la Ligue | Coupe de la Ligue | Compétition(s) continentale(s) | Compétition(s) continentale(s) | Compétition(s) continentale(s) | Play-offs | Play-offs | Total | Total |
| Saison                | Club                  | Division              | M.          | B.          | M.              | B.              | M.                | B.                | Comp.                          | M.                             | B.                             | M.        | B.        | M.    | B.    |
| 2006-2007             | US Lesquin            | CFA                   | 30          | 5           | -               | -               | -                 | -                 | -                              | -                              | -                              | -         | -         | 30    | 5     |
| Sous-total            | Sous-total            | Sous-total            | 30          | 5           | -               | -               | -                 | -                 | -                              | -                              | -                              | -         | -         | 30    | 5     |
| 2007-2008             | USL Dunkerque         | CFA                   | 30          | 9           | -               | -               | -                 | -                 | -                              | -                              | -                              | -         | -         | 30    | 9     |
| 2008-2009             | USL Dunkerque         | CFA                   | 31          | 6           | 3               | 1               | -                 | -                 | -                              | -                              | -                              | -         | -         | 34    | 7     |
| Sous-total            | Sous-total            | Sous-total            | 61          | 15          | 3               | 1               | -                 | -                 | -                              | -                              | -                              | -         | -         | 64    | 16    |
| 2009-2010             | Stade de Reims        | National              | 32          | 7           | 1               | 0               | 1                 | 0                 | -                              | -                              | -                              | -         | -         | 34    | 7     |
| 2010-2011             | Amiens SC (prêt)      | National              | 28          | 5           | 2               | 0               | 1                 | 0                 | -                              | -                              | -                              | -         | -         | 31    | 5     |
| Sous-total            | Sous-total            | Sous-total            | 28          | 5           | 2               | 0               | 1                 | 0                 | -                              | -                              | -                              | -         | -         | 31    | 5     |
| 2011-2012             | Stade de Reims        | Ligue 2               | 32          | 4           | 1               | 0               | 1                 | 0                 | -                              | -                              | -                              | -         | -         | 34    | 4     |
| Sous-total            | Sous-total            | Sous-total            | 64          | 11          | 2               | 0               | 2                 | 0                 | -                              | -                              | -                              | -         | -         | 68    | 11    |
| 2012-2013             | LB Châteauroux        | Ligue 2               | 34          | 6           | 2               | 0               | 0                 | 0                 | -                              | -                              | -                              | -         | -         | 36    | 6     |
| 2013-2014             | LB Châteauroux        | Ligue 2               | 14          | 1           | 1               | 0               | 1                 | 0                 | -                              | -                              | -                              | -         | -         | 16    | 1     |
| Sous-total            | Sous-total            | Sous-total            | 48          | 7           | 3               | 0               | 1                 | 0                 | -                              | -                              | -                              | -         | -         | 52    | 7     |
| 2014                  | Sporting Charleroi    | Division 1            | 6           | 1           | 0               | 0               | -                 | -                 | -                              | -                              | -                              | 6         | 3         | 12    | 4     |
| 2014-2015             | Sporting Charleroi    | Division 1            | 27+9        | 5+2         | 3               | 1               | -                 | -                 | -                              | -                              | -                              | 2         | 0         | 41    | 8     |
| 2015-2016             | Sporting Charleroi    | Division 1            | 18          | 0           | 1               | 1               | -                 | -                 | C3                             | 1                              | 0                              | 9         | 0         | 29    | 1     |
| 2016-2017             | Sporting Charleroi    | Division 1            | 22+9        | 1+0         | 1               | 0               | -                 | -                 | -                              | -                              | -                              | -         | -         | 32    | 1     |
| 2017-2018             | Sporting Charleroi    | Division 1            | 9           | 2           | -               | -               | -                 | -                 | -                              | -                              | -                              | -         | -         | 9     | 2     |
| Sous-total            | Sous-total            | Sous-total            | 95          | 9           | 5               | 2               | -                 | -                 | -                              | 1                              | 0                              | 17        | 3         | 118   | 14    |
| Total sur la carrière | Total sur la carrière | Total sur la carrière | 326         | 52          | 15              | 3               | 4                 | 0                 | -                              | 1                              | 0                              | 17        | 3         | 363   | 58    |

## Palmarès

### En club
|  |  | KV Malines - Championnat de Belgique de deuxième division (1) : - Champion : 2019 - Coupe de Belgique (1) : - Vainqueur : 2019 |